# Švýcarsko na Letních olympijských hrách 1936
Švýcarsko se účastnilo Letní olympiády 1936 v německém Berlíně. Zastupovalo ho 190 sportovců (184 mužů a 6 žen) v 21 sportech.

## Medailisté
| Medaile | Jméno | Sport                | Soutěž                          |
| ------- | --- | -------------------- | ------------------------------- |
| Zlato   | Georges Miez | Sportovní gymnastika | Muži prostná                    |
| Stříbro | Arthur Tell Schwab | Atletika             | Muži chůze na 50 km             |
| Stříbro | Edgar Buchwalder Ernst Nievergelt Kurt Ott | Cyklistika           | Družstvo mužů – hromadný start  |
| Stříbro | Eugen Mack | Sportovní gymnastika | Muži víceboj – jednotlivci      |
| Stříbro | Michael Reusch | Sportovní gymnastika | Muži bradla                     |
| Stříbro | Eugen Mack | Sportovní gymnastika | Muži kůň našíř                  |
| Stříbro | Eugen Mack | Sportovní gymnastika | Muži přeskok                    |
| Stříbro | Josef Walter | Sportovní gymnastika | Muži prostná                    |
| Stříbro | Albert Bachmann Walter Bach Eugen Mack Georges Miez Michael Reusch Edi Steinemann | Sportovní gymnastika | Družstvo mužů                   |
| Stříbro | Hermann Betschart Alex Homberger Hans Homberger Karl Schmid Rolf Spring | Veslování            | Muži čtyřka s kormidelníkem     |
| Bronz   | Ernst Nievergelt | Cyklistika           | Muži silniční závod jednotlivců |
| Bronz   | Albert Bachmann | Sportovní gymnastika | Muži kůň našíř                  |
| Bronz   | Eugen Mack | Sportovní gymnastika | Muži prostná                    |
| Bronz   | Max Blösch Rolf Fäs Willy Gysi Erland Herkenrath Ernst Hufschmid Willy Hufschmid Werner Meyer Georg Mischon Willy Schäfer Werner Scheurmann Edy Schmid Erich Schmitt Eugen Seiterle Max Streib Robert Studer Rudolf Wirz | Házená               | Turnaj mužů                     |
| Bronz   | Hermann Betschart Alex Homberger Hans Homberger Karl Schmid | Veslování            | Muži čtyřka bez kormidelníka    |